# ルート・フォルメル
ルート・フォルメル（オランダ語: Ruud Vormer、1988年5月11日 - ）は、オランダの元サッカー選手。元オランダ代表。現役時代のポジションはMF。

## クラブ歴
2007年にAZアルクマールの下部組織からトップチームに昇格し選手となった。翌年ローダJCに移籍。2012年夏にフェイエノールトにフリートランスファーで加入。
2014年9月1日にクラブ・ブルッヘに3年契約で移籍。2018年にはベルギー・ゴールデン・シューを受賞した。
2023年1月3日、SVズルテ・ワレヘムにシーズン終了までレンタル移籍。5月30日に完全移籍となり、2年契約を交わした。

## 代表歴
アンダー代表としてはU-17代表でUEFA U-17欧州選手権2005、2005 FIFA U-17世界選手権に出場。
2018年5月31日に行われたスロバキア代表との親善試合でA代表初出場を記録した。

## タイトル
クラブ・ブルッヘ
- ベルギーカップ 2014-15
- ベルギー・スーパーカップ 2016, 2018, 2021, 2022
- ジュピラーリーグ 2015-16, 2017-18, 2019-20, 2020-21, 2021-22